# Oberwesel
Oberwesel é uma cidade da Alemanha localizado no distrito de Rhein-Hunsrück, estado da Renânia-Palatinado.
É membro e sede do Verbandsgemeinde de Sankt Goar-Oberwesel.